# Gulfport (Florida)
Gulfport es una ciudad ubicada en el condado de Pinellas, Florida, Estados Unidos. Según el censo de 2020, tiene una población de 11 783 habitantes.
Es parte del Área de la Bahía de Tampa. 

## Geografía
La ciudad está ubicada en las coordenadas 27°44′47″N 82°42′36″O / 27.74639, -82.71000. Según la Oficina del Censo de los Estados Unidos, Gulfport tiene una superficie total de 10.02 km², de la cual 7.16 km² corresponden a tierra firme y 2.86 km² es agua.

## Demografía
Según el censo de 2020, hay 11 783 personas residiendo en Gulfport. La densidad de población es de 1645.67 hab./km². El 82.81% son blancos, el 6.25% son afroamericanos, el 0.35% son amerindios, el 1.37% son asiáticos, el 0.14% son isleños del Pacífico, el 2.00% son de otras razas y el 7.08% son de una mezcla de razas. Del total de la población, el 6.13% son hispanos o latinos de cualquier raza.